# Henri Edgeworth de Firmont
Henry Essex Edgeworth (Edgeworthstown, 1745 – Jelgava, 22 maggio 1807) è stato un presbitero irlandese naturalizzato francese,  parimenti noto con il nome di Abbé Edgewort de Firmont e ultimo confessore di Luigi XVI, re di Francia e di Navarra, che fu giustiziato dai rivoluzionari francesi sulla ghigliottina il 21 gennaio 1793.

## Biografia

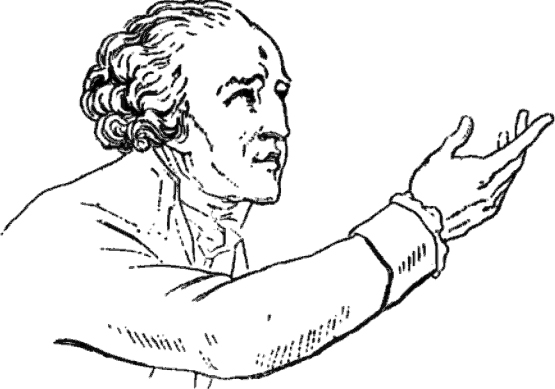
L’Abbé Edgewort de Firmont in un disegno del 1795.

Nato nel 1745 a Edgeworthstown, in Irlanda nella Contea di Longford, Henry (Henri, in francese) era figlio di un pastore protestante, Robert Edgeworth, convertitosi al cattolicesimo e rifugiatosi in Francia. La madre Martha Ussher non era invece imparentata con l'arcivescovo James Ussher, nonostante provenisse da un altro ramo della famiglia del prelato. Seguì il corso di studi al Collegio dei Gesuiti di Tolosa, per poi entrare nella Società per le missioni estere di Parigi.
Benché avesse intrapreso gli studi per divenire missionario, decise di restare a Parigi e di consacrarsi al servizio spirituale dei cattolici inglesi e irlandesi. Grazie a suo padre e all'Arcivescovo di Parigi, assurse all'incarico di Vicario Generale della Diocesi parigina e fu amico della famiglia reale, divenendo nel 1791 confessore di Madame Elisabetta, sorella del Re, che sarebbe stata poi ghigliottinata anch'ella nel 1794.

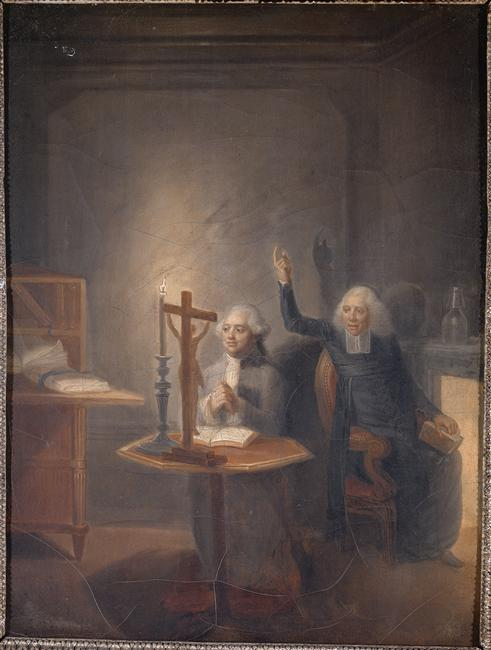
Luigi XVI confessato dall'abate Edgeworth il 21 gennaio 1793

Allontanatosi da Parigi durante i massacri di settembre del 1792, vi fece ritorno come Vicario Generale dell'Arcivescovo, Monsignor Antoine-Eléonore-Léon Le Clerc de Juigné, esule a Chambéry, in Savoia, con l'assenso del Re. L'Abbé Edgeworth rimase in relazione con la famiglia reale anche durante la sua prigionia nella Torre del Tempio e fu lui, prete refrattario che aveva rifiutato di giurare fedeltà alla Rivoluzione in base alla costituzione civile del clero del 12 luglio 1790, l'ultimo confessore del detronizzato Luigi XVI.
Edgeworth fu raccomandato da Madame Elisabetta a Luigi XVI durante il processo che il Re subì ad opera dei rivoluzionari e, dopo la condanna a morte del Sovrano, ottenne il permesso di celebrare la Messa per lui e di accompagnarlo al patibolo il 21 gennaio 1793. Con queste parole consigliò al Re di lasciarsi legare le mani dal boia: “Sire, in questo ulteriore oltraggio io non vedo che l'estremo tratto di somiglianza fra la Vostra maestà e quella di Dio che sarà la vostra ricompensa”. Il Re accettò di farsi legare.

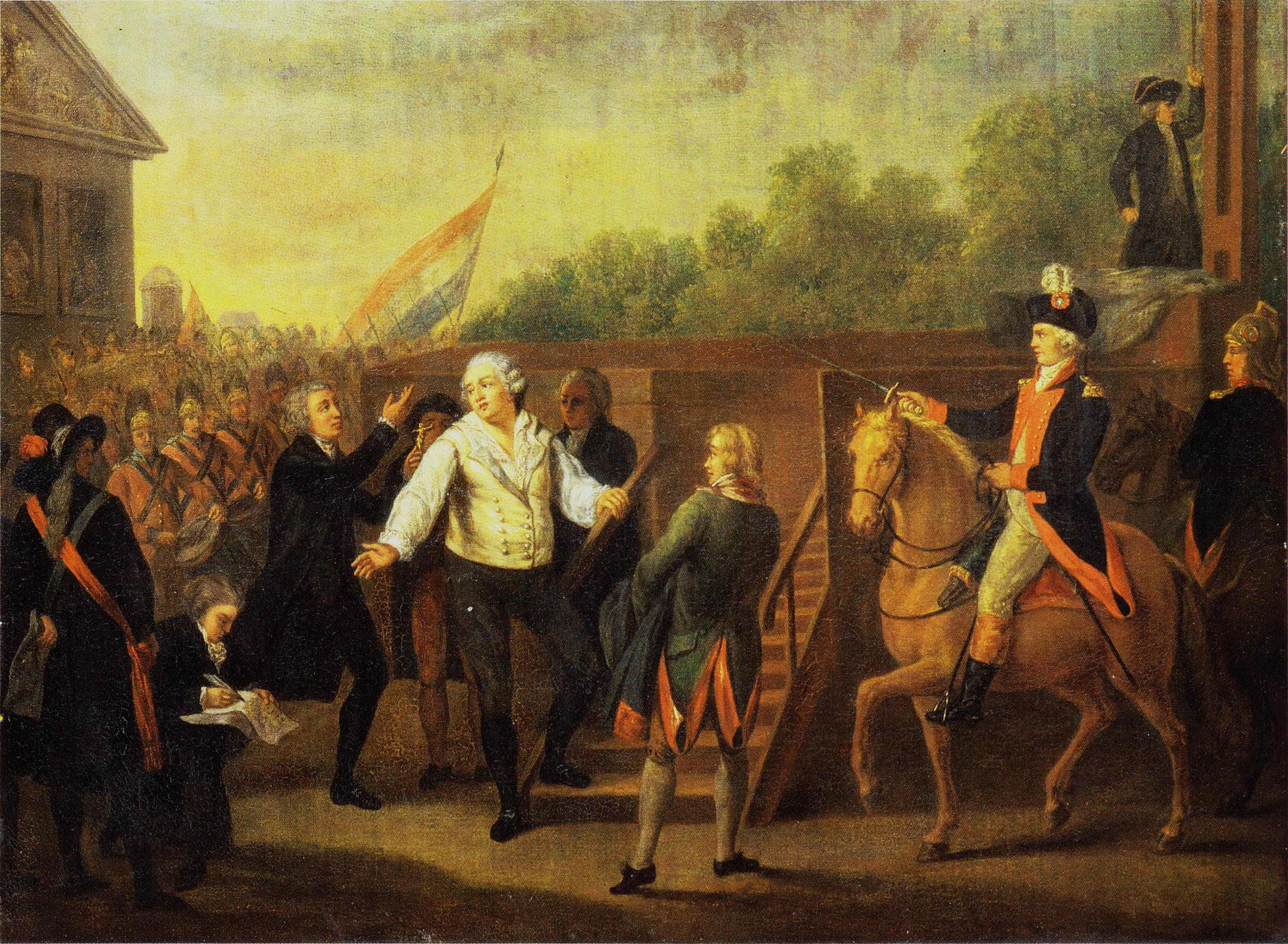
Luigi XVI ai piedi del patibolo con l'abate.

L'Abbé Edgeworth rimase parimenti celebre nella storia per quest'altra frase, rivolta a Luigi XVI, al momento dell'esecuzione: “Figlio di San Luigi, salite al cielo!”
Dopo l'esecuzione del Re, pensò prudente di lasciare la Francia. Raggiunse così Edimburgo, dove il Conte d'Artois, il futuro Re Carlo X, fratello di Luigi XVI, era esule, portandogli l'ultimo messaggio della sorella, Madame Elisabetta, prima di essere ghigliottinata.
Divenne quindi cappellano del Conte di Provenza, nonché pretendente al trono di Francia, il futuro Luigi XVIII. Il 9 giugno 1799, al Castello di Mittau, benedisse le nozze di Maria Teresa di Francia, detta Madame Royale, figlia di Luigi XVI, con il Duca d'Angoulême suo cugino.

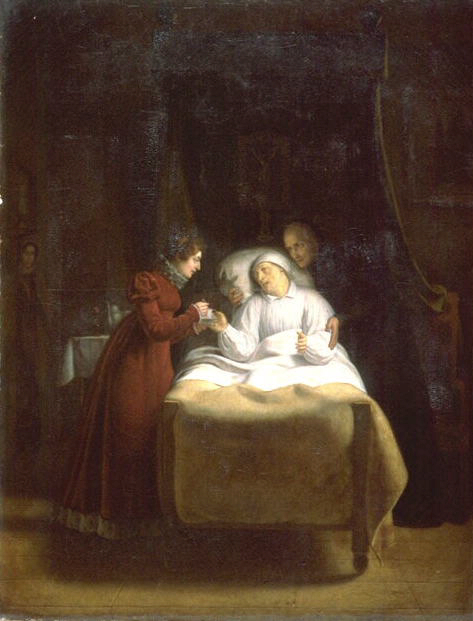
La morte dell'abate Edgeworth assistito dalla duchessa d'Angoulême

Quando morì a Mittau, il 22 maggio 1807, a causa di una febbre tifoidea, contratta nel prestare il suo ministero sacerdotale fra i prigionieri francesi detenuti dai russi durante le guerre napoleoniche, fu lo stesso re Luigi XVIII a dettare il suo epitaffio:
Egli sostenne risoluto il Martire nel suo ultimo combattimento e gli mostrò i cieli aperti innanzi a lui, strappato alle braccia dei regicidi dalla protezione ammirabile di Dio.
Si prestò volontariamente e di buon grado al servizio di Luigi XVIII, quando questi ne chiese l’assistenza. A lui, alla famiglia reale e a tutto il suo fedele seguito, egli si presentò per l’arco di dieci anni come un esempio di virtù e un conforto nell’avversa sorte.
Espulso di Reame in Reame, a causa delle calamità dell’epoca, egli trascorse la vita nel fare il bene, sempre a somiglianza di Colui [il Cristo] che rapiva tutta la sua devozione. Raggiante del bene fatto, morì il ventiduesimo giorno di maggio dell’anno di grazia 1807, all’età di 62 anni. Che riposi in pace!»
La tomba dell'Abbé Edgeworth si trovava nel cimitero cattolico di Mittau ed esisteva ancora prima della Seconda guerra mondiale. Secondo la Conservatrice del piccolo museo, trovandosi nel Palazzo di Jelgava, il cimitero cattolico fu raso al suolo dai sovietici e ogni reperto dell'Abbé Edgeworth è dunque andato perduto.
L'Abbé Edgeworth de Firmont ha lasciato delle Memorie, edite a Parigi nel 1816 e delle Lettere, tradotte da Élisabeth de Bow nel 1818.